# Autocross

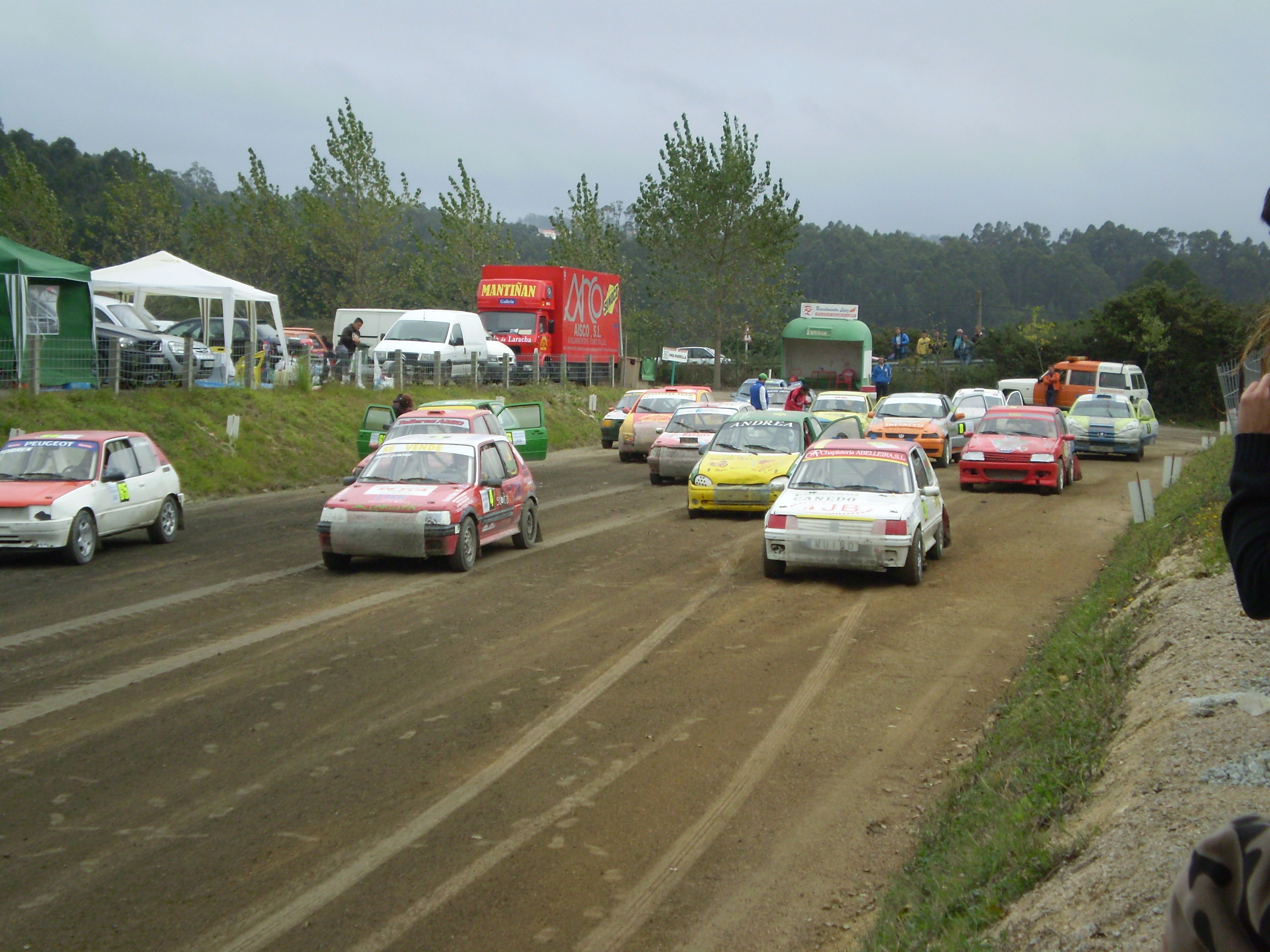
Un frangente di una gara di autocross ad Arteixo nel 2007

Le gare di autocross si svolgono su un circuito chiuso sterrato con vetture a ruote coperte o scoperte a darsi battaglia. Lo spettacolo è garantito da gare tiratissime con un massimo di 10 partenti. La lunghezza del percorso è compresa tra 800 e 1400 metri.

## Descrizione
In Italia si disputa il campionato italiano federale AciSport, ma ci si può confrontare anche nei trofei amatoriali inferiori gestiti da enti nazionali facenti capo al Coni'. Vengono disputate gare con valenza europea FIA e Cez. Fra gli altri, l'autodromo Pragiarolo a Maggiora (NO) è una pista fra le più famose e frequentate d'Europa, in competizione con quella di Nová Paka, in Repubblica Ceca dove l'autocross è sport nazionale.
Si tratta di 2 tipi di piste completamente diverse: Maggiora, liscia come un biliardo, mette in risalto le prestazioni del mezzo ma soprattutto la tecnica del pilota, con visibilità in tutti i punti del percorso, mentre Nová Paka (con i suoi 12000 posti a sedere sugli spalti naturali) pare più una pista di motocross, con saliscendi paurosi nel vero senso della parola che mettono in risalto la resistenza dei mezzi e il coraggio dei piloti. A differenza di Maggiora, non ha ampia visibilità per il pubblico e anche i sorpassi scarseggiano, ma è di un'atmosfera unica.

## Categorie
- div 1a: vetture 2x4 a ruote coperte fino a 1600 cc
- div. 1: vetture 4x4 a ruote coperte fino a 4000 cm³ cm³
- div. 3/a: vetture 4x4 a ruote scoperte fino a 1600 cc
- div. 3: vetture 4x4 a ruote scoperte fino a 4000 cc
- junior buggy: vetture 4x4 a ruote scoperte 600 cc
- kart cross: vetture 2x4 a ruote scoperte 600 cc

Le vetture a ruote scoperte sono dei prototipi tubolari monoposto a motore centrale o posteriore molto leggeri e divertenti.
In generale in queste categorie ci sono veri e propri mostri di potenza sino a 600cv